# Тілоохоронець кілера
«Тілоохоронець кілера» (англ. The Hitman's Bodyguard) — американський комедійний бойовик режисера Патріка Г'юза, що вийшов 2017 року. Стрічка розповідає про найманого вбивцю, якому дали охоронця, щоб доправити його до міжнародного суду в Гаазі, де кілер муситиме дати свідчення проти диктатора Білорусі (в українському дубляжі — Боснії). У головних ролях Раян Рейнольдс, Семюел Л. Джексон, Гері Олдмен.
Вперше у США фільм продемонстрували 18 серпня 2017 року, в Україні — 17 серпня 2017 року.

## Сюжет
Лондон. Охоронець екстракласу Майкл Брайс розробив програму «Потрійний захист» і керує власним охоронним агентством з однойменною назвою. Він супроводжує до аеропорту важливого клієнта — міжнародного торговця зброєю Куросаву, коли того вбивають пострілом у голову прямо на борту літака. Майкл шокований. Два роки потому він працює охоронцем в адвоката-наркомана.
Тим часом президент Республіки Білорусь (в українському дубляжі — Боснії, хоча титри говорять про Білорусь) Владислав Духович та його підручні здійснюють візит до відомого дисидента, професора Петра Азімова, який виступає проти геноциду. На очах Азімова диктатор розправляється з його сім'єю.
У Гаазькому суді Азімов дає свідчення проти Духовича, якого оголосили військовим злочинцем. Однак він не може надати жодних документів, які підтверджують його слова. Процес над Духовичем викликав широкий громадський резонанс, внаслідок якого зникли усі свідки у справі диктатора.
У Манчестері найманий вбивця Даріус Кінкейд, який відбуває довічне ув'язнення, підписує угоду з працівниками Інтерполу. Він готовий допомогти прокурорам, якщо ті знімуть звинувачення з його дружини Соні, яку тримають під вартою у Амстердамі. Перевезти Кінкейда до Нідерландів доручено загону спецназу під керівництвом агента Амелії Руссел. На доставку свідка відведено 27 годин, інакше процес над Духовичем буде завершено і його виправдають через недостатність доказів. У Ковентрі на конвой нападають найманці Духовича, внаслідок чого гинуть усі поліцейські. Даріусу та Амелії вдається врятуватися.
Агент Руссел приводить пораненого в ногу кілера на явкову квартиру. Кінкейд впевнений, що дізнатися про його пересування нальотчики могли тільки від свого інформатора в Інтерполі. Амелія телефонує Майклу, і той погоджується на замовлення, завдяки якому він сподівається відновити свою репутацію. Даріус з допомогою мобільного телефону вбитого працівника Інтерполу зв'язується зі своєю дружиною.
По прибуттю до Ковентрі Майкл з'ясовує стосунки з Амелією. Коли він був закоханий в Амелію, та його підставила, щоб отримати просування по службі. Він впевнений, що саме за її провиною був вбитий Куросава. Коли Майкл бачить, який цінний «вантаж» йому доведеться доставити до Гааги, він розлючується. В свою чергу Амелія повідомляє, що в Інтерполі завівся «пацюк» і їй більше нема на кого розраховувати, крім Майкла. Якщо він впорається з поставленим завданням, вона зуміє повернути йому статус елітного тілоохоронця.
Інформатор Духовича з Інтерполу відстежує дзвінок Кінкейда до Амстердама. Група найманців під керівництвом бандита на ім'я Іван відправляється на явкову квартиру, щоб убити важливого свідка. Туди ж прибуває загін спецназу. Брайсу і Кінкейду вдається втекти від переслідувачів, і вони їдуть до Нідерландів, заплутуючи сліди. В дорозі вони весь час сперечаються і сваряться. Після жорстокої сутички з бандитами, які знову вистежили свою жертву, Майкл примушує Даріуса позбавитися мобільного телефону. Продовжуючи шлях пішки, Даріус говорить, що Інтерполу вдалося його піймати тільки завдяки тому, що вони підставили його дружину Соню, яку Даріус шалено кохає. До порома кілер та тілоохоронець дістаються попуткою разом із групою черниць. Даріус співає з ними гімни, тоді як Майкл не викликає симпатії попутниць.
Кінкейд розповідає, що перше замовлення він отримав у 16 років і виріс на півдні США. Одного разу до місцевої протестантської церкви увірвався грабіжник, який по-звірячому вбив священника і залишив тіло на вівтарі. Даріус помстився йому. В свою чергу Майкл продовжує працювати на злочинців та охороняти їх.
У Амстердамі Кінкейд тікає від Брайса, щоб покласти букет тюльпанів на вежу з годинником, яку видно з камери Соні. Майклу доводиться прикривати свого клієнта, за яким полює ціла армія найманців. Вони знову сперечаються. Даріус стверджує, що Майкл жахливий зануда, не розуміє, що таке романтика, і зовсім не вміє спілкуватися з жінками. Майкл говорить, що Амелія здала його клієнта — Куросаву, якого насправді Даріус убив під час виконання іншого замовлення, коли він випадково опинився в аеропорті. Оскаженілий Майкл б'є Даріуса по фізіономії, після чого йде.
Майкл спускається до вуличного кафе, замовляє випивку і виливає душу бармену. За його спиною триває жорстока стрілянина. Майкл сподівається, що без його допомоги Даріуса нарешті вб'ють. Найманці переслідують Кінкейда, який намагається втекти від гонитви, застрибнувши спочатку на підніжку трамваю, а потім викравши катер. Майкл не витримує і приходить на допомогу Даріусу. Коли тілоохоронець потрапляє до рук бандитів, кілер рятує Майкла і разом вони утворюють хорошу команду.
В новинах із Гааги повідомляють, що якщо свідок у справі Владислава Духовича не з'явиться до зали суду за годину, Духовича випустять із в'язниці й він повернеться до влади. Майкл пропонує повернутися до Амстердама, щоб витягнути Соню із в'язниці. Даріус говорить, що Духович повинен бути засуджений, і він хоче дати проти нього свідчення. Напарники викрадають автомобіль і несуться до Гааги. В ході гонитви та стрілянини Майкл вилітає через лобове скло, і вони з Даріусом розділяються. Тілоохоронець тікає від переслідувачів у метро, внаслідок чого відбувається бійка на кухні кафе. Потім Майкл сходиться у фінальній сутичці з Іваном у магазині побутових інструментів і вбиває ватажка бандитів. За п'ять хвилин до встановленого терміну напарники прибувають до будівлі суду.
Майкла і Даріуса оглядає охорона, і вони входять за кілька секунд до того, як закінчиться процес. Кінкейд пред'являє беззаперечні докази провини Духовича у здійсненні геноциду. Повалений диктатор звертається до суду й говорить, що є повноправним правителем Білорусі, і вчинятиме так, як вважатиме за потрібне. В цей час його найманці влаштовують теракт, внаслідок якого начинена вибухівкою фура врізається у будівлю суду. В Кінкейда стріляють, але Брайс закриває його своїм тілом. Духович намагається втекти, і Даріус переслідує його. Поранений Майкл рятує Амелію, яку хоче вбити інформатор (ним виявився її безпосередній начальник). Кінкейд наздоганяє Духовича на даху і вбиває його спільників, які прилетіли на гелікоптері. Духович говорить, що кілер все одно не стане героєм, йому не буде прощення за всі ті вбивства, що він здійснив. Даріус скидає Духовича вниз, і той розбивається на очах здивованого натовпу пікетувальників. Кінкейд добровільно здається владі, Майкл і Амелія миряться.
У кінці фільму Кінкейд тікає з в'язниці й зустрічається із Сонею. В одному з барів Гондурасу, де відбулося знайомство Даріуса й Соні, подружжя танцює всю ніч. Навколо них відбуваються бійки та стрілянина.

## У ролях
| Актор              | Персонаж          | Роль                                 |
| ------------------ | ----------------- | ------------------------------------ |
| Раян Рейнольдс     | Майкл Брайс       | тілоохоронець                        |
| Семюел Л. Джексон  | Даріус Кінкейд    | найманий вбивця                      |
| Гері Олдмен        | Владислав Духович | жорстокий диктатор у Східній Європі  |
| Елоді Юнг          | Амелія Руссел     | агентка Інтерполу                    |
| Сальма Гайєк       | Соня Кінкейд      | дружина Кінкейда                     |
| Хоакім де Альмейда | Жан Фуше          | заступник директора Інтерполу        |
| Юрій Колокольников | Іван              | головний найманець Духовича          |
| Кірсті Мітчелл     | Ребекка Гарр      | адвокат Кінкейда                     |
| Річард Грант       | містер Зейферт    | наркозалежний корпоративний керівник |
| Михайло Горевий    | Левітін           | адвокат Духовича                     |

## Створення фільму

### Знімальна група
- Кінорежисер — Патрік Г'юз
- Сценарист — Том О'коннор
- Кінопродюсери — Девід Еллісон, Марк Гілл, Дана Голдберг, Меттью О'Тул, Джон Томпсон, Лес Велдон
- Виконавчі продюсери — Джейсон Блум, Кріста Кемпбелл, Том де Моль, Джеффрі Ґрінштейн, Латі Ґробман, Аві Лернер, Ярів Лернер, Крістін Отал
- Композитор — Атлі Ерварссон
- Кінооператор — Джулс О'Лафлін
- Кіномонтаж — Джейк Робертс
- Художник-постановник — Рассел Де Розаріо
- Підбір акторів — Елейн Ґрейнджер, Маріанн Станічева
- Артдиректори — Тім Блейк, Пола Лус, Ребекка Мілтон, Кеті Мані, Айвен Ренджелов, Ян Рутґерс
- Художник по костюмах — Стефані Коллі[9].

## Сприйняття

### Оцінки і критика
Від кінокритиків фільм отримав змішано-погані відгуки: Rotten Tomatoes дав оцінку 38 % на основі 163 відгуків від критиків (середня оцінка 5,1/10). Загалом на сайті фільм має погані оцінки, фільму зарахований «гнилий помідор» від фахівців, Metacritic — 47/100 на основі 42 відгуків критиків. Загалом на цьому ресурсі від фахівців фільм отримав змішані відгуки.
Від пересічних глядачів фільм теж отримав схвально-змішані відгуки: на Rotten Tomatoes 71 % зі середньою оцінкою 3,8/5 (21 012 голосів), фільму зарахований «попкорн», на Metacritic — 6,3/10 на основі 129 голосів, Internet Movie Database — 7,0/10 (48 279 голосів).
Українська кінокритик Надія Заварова у своїй рецензії на фільм написала, що «фільм здається найкращим комедійним подарунком в цю спопеляючу літню спеку. Але варто на екрані з'явитися східноєвропейському диктатору з обличчям Гері Олдмена і садистськими нахилами коменданта студентського гуртожитку, фільм перетворюється на повільну драму, якій дуже незатишно в оточенні красномовних стрільців-дотепників і запаморочливих погонь».

### Касові збори
Під час показу в Україні, що розпочався 17 серпня 2017 року, протягом першого тижня на фільм було продано 97 294 квитки, фільм був показаний на 243 екранах і зібрав 8 156 311 ₴, що на той час дозволило йому зайняти 1 місце серед усіх прем'єр.
Під час показу у США, що розпочався 18 серпня 2017 року, протягом першого тижня фільм був показаний у 3 377 кінотеатрах і зібрав 21 384 504 $, що на той час дозволило йому зайняти 1 місце серед усіх прем'єр. Станом на 12 вересня 2017 року показ фільму триває 26 днів (3,6 тижня), зібравши у прокаті в США 65 903 056 доларів США, а у решті світу 60 193 102 $, тобто загалом 126 096 158 $ при бюджеті 30 млн доларів США.

### Виноски
1. 1 2  Тілоохоронець кілера. Kinomania. Архів оригіналу за 8 серпня 2017. Процитовано 19 квітня 2017.
2. ↑  The Hitman's Bodyguard (англійською) . The British Board of Film Classification. Архів оригіналу за 19 серпня 2017. Процитовано 20 серпня 2017.
3. 1 2  The Hitman's Bodyguard: Release Info (англійською) . Internet Movie Database. Архів оригіналу за 18 квітня 2017. Процитовано 19 квітня 2017.
4. 1 2  Тілоохоронець кілера. Kino-teatr.ua. Архів оригіналу за 17 квітня 2017. Процитовано 19 квітня 2017.
5. 1 2  Dave McNary (18 серпня 2017). Box Office: ‘Hitman’s Bodyguard’ Fires Off $1.7 Million on Thursday Night (англійською) . Variety. Архів оригіналу за 20 серпня 2017. Процитовано 20 серпня 2017.
6. 1 2  The Hitman's Bodyguard (англійською) . Box Office Mojo. Архів оригіналу за 30 серпня 2017. Процитовано 14 вересня 2017.
7. 1 2 3 4  The Hitman’s Bodyguard (2017) (англійською) . The Numbers. Архів оригіналу за 7 грудня 2020. Процитовано 14 вересня 2017.
8. ↑  Під такою назвою фільм вийшов в українському прокаті, однак слова „тілоохоронець“ в українській мові немає. Це — калька з російського „телохранитель“. В українській мові ж є лише „охоронець“ [Архівовано 24 вересня 2017 у Wayback Machine.].
9. ↑  The Hitman's Bodyguard: Full Cast & Crew (англійською) . Internet Movie Database. Архів оригіналу за 28 травня 2017. Процитовано 19 квітня 2017.
10. 1 2  The Hitman's Bodyguard (англійською) . Rotten Tomatoes. Архів оригіналу за 14 вересня 2017. Процитовано 14 вересня 2017.
11. 1 2  The Hitman's Bodyguard (англійською) . Metacritic. Архів оригіналу за 27 грудня 2017. Процитовано 14 вересня 2017.
12. ↑  The Hitman's Bodyguard (англійською) . Internet Movie Database. Архів оригіналу за 21 квітня 2017. Процитовано 114 вересня 2017.
13. ↑  Надія Заварова (24 серпня 2017). «Тілоохоронець кілера»: вбий мене ніжно. Cultprostir. Архів оригіналу за 24 серпня 2017. Процитовано 24 серпня 2017. [Архівовано 2017-08-24 у Wayback Machine.]
14. ↑  Олексій Першко (22 серпня 2017). Бокс-Офіс 33 (2017): Охоронець в законі. Kino-teatr.ua. Архів оригіналу за 23 серпня 2017. Процитовано 23 серпня 2017.